# Fernando Musa
Fernando Musa (n. 3 de diciembre de 1967; Villa María, Córdoba) es un director de cine y guionista argentino.

## Filmografía
Director
- Fuga de cerebros (1998)
- No sabe, no contesta (2002)
- Chiche bombón (2004)
- El grito en la sangre (2014)

Asistente de dirección
- La ciudad oculta (1989)
- Gatica, el mono (1993)

Guionista
- Fuga de cerebros (1998)
- Chiche bombón (2004)

Productor
- Fuga de cerebros (1998)
- No sabe, no contesta (2002)
- Un buen día (2010)

## Videografía
- Euforia y Furia - Javier Calamaro
- La soledad - Bersuit Vergarabat

## Premios
- Festival Internacional de Cine de Viña del Mar (1998): Mención Especial del Jurado en Opera Prima (Fuga de cerebros)